# Onthophagus koichii
Onthophagus koichii là một loài bọ cánh cứng trong họ Bọ hung (Scarabaeidae).